# Cúpula triangular alongada
Em geometria, a cúpula triangular alongada é um dos sólidos de Johnson (J18). Como o nome sugere, pode ser construído alongando-se uma cúpula triangular (J3) ao juntar um prisma hexagonal a sua base.